# Sulfat de nichel (II)
Sulfatul de nichel este un compus anorganic cu formula chimică NiSO4. Acesta este o sursă de ioni Ni 2+ folosiți pentru electroplacare. Sulfatul de nichel este paramagnetic.

## Tipuri
Există trei tipuri:
- Sulfatul de nichel anhidru: NiSO4
- Sulfatul de nichel hexahidratat: NiSO4·6H2O
- Sulfatul de nichel heptahidratat: NiSO4·7H2O

## Protecție
Sulfatul de nichel este cancerigen și irită pielea. Este dăunător mediului.
1. ↑  „Sulfat de nichel”, NICKEL SULFATE (în engleză), PubChem, accesat în 19 noiembrie 2016